# NGC 2675
NGC 2675 este o galaxie LINER situată în constelația Ursa Mare. A fost descoperită în 2 decembrie 1861 de către Heinrich Louis d'Arrest. Se află la o distanță de 135 de megaparseci de Pământ.